# Justin Time Records
Justin Time Records is een onafhankelijk Canadees platenlabel voor jazz en blues. Het werd in 1983 opgericht en is gevestigd in Montreal. Het wordt geleid door Jim West. De eerste albums die op het label uitkwamen waren van Oliver Jones, Ranee Lee en het Montreal Jubilation Choir. Daarna volgden zo'n vierhonderd albums van onder meer Billy Bang, Ed Bickert, Paul Bley, Chris de Burgh, Christine Jensen, Ingrid Jensen, Sheila Jordan, Diana Krall, Oliver Lake, Bryan Lee, David Murray en het World Saxophone Quartet.
Justin Time Records brengt nieuw opgenomen materiaal uit, maar ook (in licentie) muziek die eerder uitkwam, bijvoorbeeld op Enja Records. Ook heeft het enkele sublabels, voor rock (Just A Minute Records) en voor zeldzame en historische opnames (Just A Memory Records). Ten slotte brengt het ook muziek-dvd's uit.